# Catocala crataegi
Catocala crataegi är en fjärilsart som beskrevs av Saunders 1876. Catocala crataegi ingår i släktet Catocala och familjen nattflyn. Inga underarter finns listade i Catalogue of Life.

## Bildgalleri

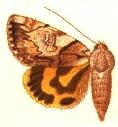